# 30039 Jameier
30039 Jameier è un asteroide della fascia principale. Scoperto nel 2000, presenta un'orbita caratterizzata da un semiasse maggiore pari a 2,3879739 UA e da un'eccentricità di 0,1377959, inclinata di 3,65159° rispetto all'eclittica.